# Gianpiero De Toni
Gianpiero De Toni (Calvagese della Riviera, 7 novembre 1947) è un politico italiano.

## Biografia
È stato sindaco di Edolo per due legislature (dal 1995 al 2004) e presidente della Comunità Montana di Valle Camonica. Alle elezioni politiche del 2008 viene eletto al Senato (XVI Legislatura) per l'Italia dei Valori.; conclude il suo mandato parlamentare nel 2013.
È candidato alle elezioni regionali lombarde del 2013 in provincia di Brescia e ottiene 572 preferenze, ma non è eletto a causa dello scarso risultato elettorale dell'Italia dei Valori.